# Transparente Solarzelle
Bei einer transparenten Solarzelle handelt es sich um einen speziellen Typ einer Solarzelle, welche selektiv nicht sichtbare elektromagnetische Strahlung in elektrische Leistung umwandelt und für das sichtbare Licht transparent ist. Nicht sichtbare Teile des Spektrums wie Ultraviolettstrahlung oder Infrarotstrahlung werden zur Gewinnung von elektrischer Energie dabei absorbiert. Diese Art von Solarzellentechnologie, welche sich verschiedener Ansätze bedient, ist mit Stand Anfang 2021 Forschungsgegenstand.

## Aufbau
Damit die Solarzelle im sichtbaren Licht transparent ist, muss jede Komponente transparent sein. Als Elektroden werden hierfür transparente, elektrisch leitfähige Oxide, wie Indiumzinnoxid (ITO) verwendet. Um den ultravioletten Strahlungsbereich zu nutzen, müssen Halbleitermaterialien mit einer großen Bandlücke (etwa 3,1 eV) verwendet werden, welche ausschließlich die hochenergetischen Strahlungsbereiche absorbieren und für das sichtbare Licht transparent ist. Dieser Ansatz ist im infraroten Strahlungsbereich nicht möglich, da Halbleitersolarzellen im gesamten Spektralbereich oberhalb ihrer Bandlücke absorbieren, somit auch im sichtbaren Licht. Um auch den infraroten Spektralbereich nutzen zu können, gibt es mehrere Verfahren, welche im Folgenden dargestellt sind.

### Grätzel-Zelle
Grätzel-Zellen verwenden einen Farbstoff, welcher elektromagnetische Strahlung durch Schwingungsanregungen absorbiert und dadurch je nach Farbstoff ein sehr charakteristisches Absorptionsspektrum aufweist. Dabei werden Farbstoffe eingesetzt, deren Absorption im Infrarotbereich liegen.
Forscher des Massachusetts Institute of Technology haben auf der Basis von Chloroaluminum-Phthalocyanin (ClAlPc) als Farbstoff eine transparente Solarzelle mit einem Wirkungsgrad von 1,7 % und einer Transmission von über 65 % hergestellt. 2022 erzielten Forscher 79 % Transmission im für Menschen sichtbaren Lichtspektrum mittels Wolframdisulfid-Monolayern auf Indiumzinnoxid.

### Lumineszierender Solarkonzentrator
Eine weitere Möglichkeit den infraroten Anteil des Lichtes zu nutzen ist der Einsatz von lumineszierenden Solarkonzentratoren. Hierbei werden organische Salze durch das infrarote Licht zur Lumineszenz angeregt. Die durch Lumineszenz entstandene Strahlung wird in den umgebenden Rahmen der Solarzelle geleitet, wo sie mithilfe konventioneller Solarzellen in elektrische Leistung umgewandelt wird. Forscher der Michigan State University erreichten damit eine Transmission von 86 % und einen Wirkungsgrad von 0,4 %.